# Hyloxalus delatorreae
Espèce
Synonymes
- Colostethus delatorreae Coloma, 1995

Statut de conservation UICN

 CR B2ab(iii,iv) : 
En danger critique
Hyloxalus delatorreae est une espèce d'amphibiens de la famille des Dendrobatidae.

## Répartition
Cette espèce est endémique de la province de Carchi en Équateur. Elle se rencontre de 2 340 à 2 500 m d'altitude sur le versant Ouest de la cordillère Occidentale.

## Description
Les mâles mesurent de 17,5 à 20,8 mm et les femelles de 19,3 à 20,5 mm.

## Étymologie
Cette espèce est nommée en l'honneur de la biologiste Stella de la Torre de l'université San Francisco de Quito.

## Publication originale
- Coloma, 1995 : Ecuadorian frogs of the genus Colostethus (Anura: Dendrobatidae). University of Kansas Natural History Museum Miscellaneous Publication, vol. 87, p. 1-72 (texte intégral).